# Инал (титул)
Инал (їnal/inäl) — древнетюркский титул с двумя основными толкованиями термина: 

«I. 1. Сын женщины из ханского рода и простолюдина; лицо, имеющее знатное происхождения; высокородный; 2. титул, должность. II. …имя собственное»

.
О термине инал интересные сообщения раннесредневековых авторов привел С. М. Ахинжанов: 

«у Махмуда Кашгарского имеются сведения для начала XI в. о существовании среди кипчаков некоего хана по имени Инал Уз. Инал является одним из тюркских титулов и означает наследник престола»

.
Ал-Хорезми (X в.) сообщал следующее: 

Йинал-тегин — это наследник джаббуйи, и у каждого предводителя тюрок — царя или дехкана — есть йинал, то есть наследник.

. Иналы занимали одну из высших ступеней в социально-политической иерархии огузо-туркменского общества X—XI вв.
Термин активно употреблялся и в XIII веке, в Отраре наместником был Иналчик («Кадыр-хана»).
Иналами (кит. а-жэ) были правители енисейских кыргызов, что и подтверждается соответствующим свидетельством Рашид-ад-дина: «Титул [каждого] их государя, хотя бы он имел другое имя, — инал».
Л. Будагов привёл сведения о том, что у киргизов «дикокаменных» (то есть кыргызов Тянь-Шаня и Памира) данный термин «обозначает царь, хан».
Ещё в XVII веке Абул-Гази сообщал, что «Киргизы своего правителя называют Иналь; это слово у них тоже, что у Монголов (каан) и Таджиков падшах».
Согласно черкесским  преданиям родоначальником черкесских аристократических родов является князь Инал Светлый (Инал Нэху). 